# 蘆名亀王丸
蘆名 亀王丸（あしな かめおうまる、天正12年9月4日（1584年10月7日） - 天正14年11月21日（1586年12月31日））は、安土桃山時代の人物。蘆名氏第19代当主。

## 生涯
天正12年（1584年）、陸奥国会津地方の戦国大名・蘆名盛隆の子として誕生。母は伊達晴宗の四女彦姫。佐竹義重から蘆名氏へ送られた書状では亀若丸（かめわかまる）と記される。諱は隆氏とされるが定かではない。
ところがこの年の10月6日（1584年11月8日）、父・盛隆が黒川城内で暗殺されたため、わずか生後1ヶ月で当主になった。しかし、天正14年（1586年）に3歳で疱瘡で死去。この後、20代当主の座を巡り、伊達政宗の弟・小次郎と佐竹義重の次男・義広の間で争いが起き、蘆名氏は混迷する。